# Buffonisták háborúja
Az operaháborúk a 18. század közepének kulturális megmérettetései voltak mind a zeneszerzők, mind a párizsi közönség számára, ellenben jelentős politikai tartalommal is rendelkeztek. Két vonulatukat ritkán választják szét.

## Első vonulatuk
„Kirobbanására” 1752-ben került sor, amikor a párizsi opera itáliai opera-buffonistákat hívott meg a szezon idejére, felkavarva ezzel az állóvizet. Erre azért került sor, mert az amúgy is külön cipőben járó francia operákat már mind kívülről ismerte a közönség, mint például Jean-Baptiste Lully vagy zenei örököse, Jean-Philippe Rameau műveit.
A buffonista társulat Giovanni Battista Pergolesi Az úrhatnám szolgáló című művével nyitott, amely színes produkciója miatt csaknem két éven át tartó szembenállást eredményezett az olaszbarát buffonisták és a konzervatív francia testület között.
A buffonisták élén a híres francia filozófus, Jean-Jacques Rousseau állt, aki a pamfletírók mérgesítette helyzet után 1753-ban gúnyosan ítélt el mindent, amit a francia zene képviselt. Viszonzásképp a párizsi opera zenészei elégették a filozófus képmását. 

### Második vonulatuk
Az operaháború második vonulata tulajdonképpen az első folytatása volt, néhány évvel később. Ekkor Christoph Willibald Gluck érkezett Párizsba 1777-ben, két operával „felszerelve” – Orfeusz és Euridiké (1762) és az Alceste (1767) című művekkel. Gluck szándéka az volt, hogy végképp megtisztítsa az operát vokális sallangjaitól, így az antibuffonisták táborában foglalt helyet. Ellenfele a híres nápolyi zeneszerző, Niccolò Piccinni volt, aki ekkor szintén Párizsban tartózkodott.
Hogy aztán megoldják a kérdést, mindkettejüket megbízták egy opera, az Iphigénia Tauriszban megkomponálásával. Gluck mesterművét 1779-ben mutatták be, amely elsöprő sikert aratott Piccinni változatával szemben, melynek bemutatója amúgy is két évet késett, és korántsem aratott nagy sikert. Ezzel tulajdonképpen Gluck reformoperájával győztek az antibuffonisták.

### Politikai háttér
A felvilágosodás nemcsak a gondolkodásban volt jelen, hanem a közéletben is. Az operaháború csak ürügy volt, amely újabb okot adott Rousseau-nak, hogy új, felvilágosult nézeteit hangoztassa. A filozófust nézetei miatt elűzték Franciaországból, a buffonisták háborúja alatt pedig majdnem börtönbe zárták, mivel a hatóságok politikai támadást véltek felfedezni a zenei vita álarca mögé rejtve.